# Mittelmeerkärpflinge
Die Mittelmeerkärpflinge (Aphanius) sind eine Gattung aus der Ordnung der Zahnkärpflinge. Sie kommen in Süß- und Brackgewässern in den Küstenebenen der Iberischen Halbinsel und Griechenlands vor.

## Merkmale
Aphanius-Arten werden 3 bis 7 cm lang. Ihr Körper ist mäßig gestreckt und seitlich nur wenig abgeflacht. Das Maul ist kurz und teilweise stark oberständig. Die Zähne sind dreispitzig. Die Beschuppung ist vollständig, kann aber auch reduziert sein oder ganz fehlen. Alle Flossen sind abgerundet. Rücken- und Afterflosse sind ähnlich und stehen sich fast symmetrisch gegenüber. Die Bauchflossen können fehlen. Meist besteht ein Geschlechtsdimorphismus. Die Weibchen sind meist größer und auf einfarbigem Grund gepunktet oder gefleckt. Die Männchen zeigen oft eine Querstreifung. Auch innerhalb einer Art kann es einen deutlichen farblichen Dimorphismus geben, bedingt durch Populationen, die völlig voneinander isoliert leben.
Die drei diagnostischen Merkmale, die die Gattung von anderen Zahnkärpflingsgattungen unterscheidet, betreffen die Schädelmorphologie. So sind die Sinnesporen auf dem Schädel als Poren ausgebildet, und nicht als Neuromasten, die Urohyale, eine Sehnenverknöcherung im Schädel, ist nicht in eine Urohyalmembran eingebettet und die Interhyale (Schädelknochen) ist verknöchert. Die Anzahl der Wirbel beträgt 26; die Anzahl der Schuppen entlang der Seitenlinie liegt bei 24 bis 26 und die Anzahl der Branchiostegalstrahlen beträgt 5.
Von Aphaniops wird Aphanius durch folgende Merkmale abgegrenzt: Die Rückenflosse wird von 10 bis 14 Flossenstrahlen gestützt (8–9 bei Aphaniops), die Bauchflossen sind gut entwickelt, nur rudimentär vorhanden oder fehlen (wenn vorhanden mit 5 bis 7 Flossenstrahlen), die ersten  Flossenstrahlen der Afterflosse sind von einer beschuppten oder unbeschuppten Hautfalte umgeben (fehlend bei Aphaniops).

## Lebensweise
Aphanius-Arten leben meist in Klein- und Kleinstgewässern mit Süß-, Brack- oder Seewasser. Das können Quellen, Tümpel, Sümpfe, Lagunen, Kanäle oder Gräben sein. Oft stehen die Gewässer direkt mit dem Meer in Verbindung und haben einen hohen Gehalt an Sulfiden oder Magnesiumverbindungen. Salzgehalt und Temperaturen können stark schwanken, letztere sowohl in jährlichem Rhythmus als auch zwischen Tag und Nacht. Die Fische meiden fließendes Wasser und ernähren sich sowohl von Pflanzen als auch von verschiedenen Kleintieren und Detritus. Es sind keine Saisonfische. Ihren Laich heften sie an Gegenstände.

## Systematik
Die Gattung Aphanius wurde 1827 durch den italienischen Naturforscher Giovanni Domenico Nardo eingeführt. Die US-amerikanische Ichthyologin Lynne R. Parenti stellte die Gattung zusammen mit den südamerikanischen Andenkärpflingen (Orestias) innerhalb der Familie Cyprinodontidae in die Tribus Orestini. Wegen der Polyphylie der Cyprinodontidae wurden die Gattung Mitte 2017 durch den deutschen Ichthyologen Jörg Freyhof und zwei türkische Kollegen in eine eigenständige Familie (Aphaniidae) überführt. Der Name wurde erstmals 1960 in einer Dissertation erwähnt. Mit der im April 2020 erfolgten Einführung der Gattung Paraphanius und der Revalidierung von Aphaniops ist die Familie nicht mehr monotypisch.

## Arten
Heute werden nur noch zwei rezente Arten zur Gattung Aphanius gezählt:
- Aphanius almiriensis Kottelat, Barbieri & Stoumboudi, 2007
- Zebrakärpfling (Aphanius fasciatus (Valenciennes, 1821))

40 weitere, ursprünglich zu Aphanius gestellte Arten gehören heute zu den 2020 neu eingeführten bzw. revalidierten Gattungen Aphaniops und Paraphanius bzw. Anatolichthys, Apricaphanius, Esmaeilius, Kosswigichthys und Tellia.